# Allostethinae

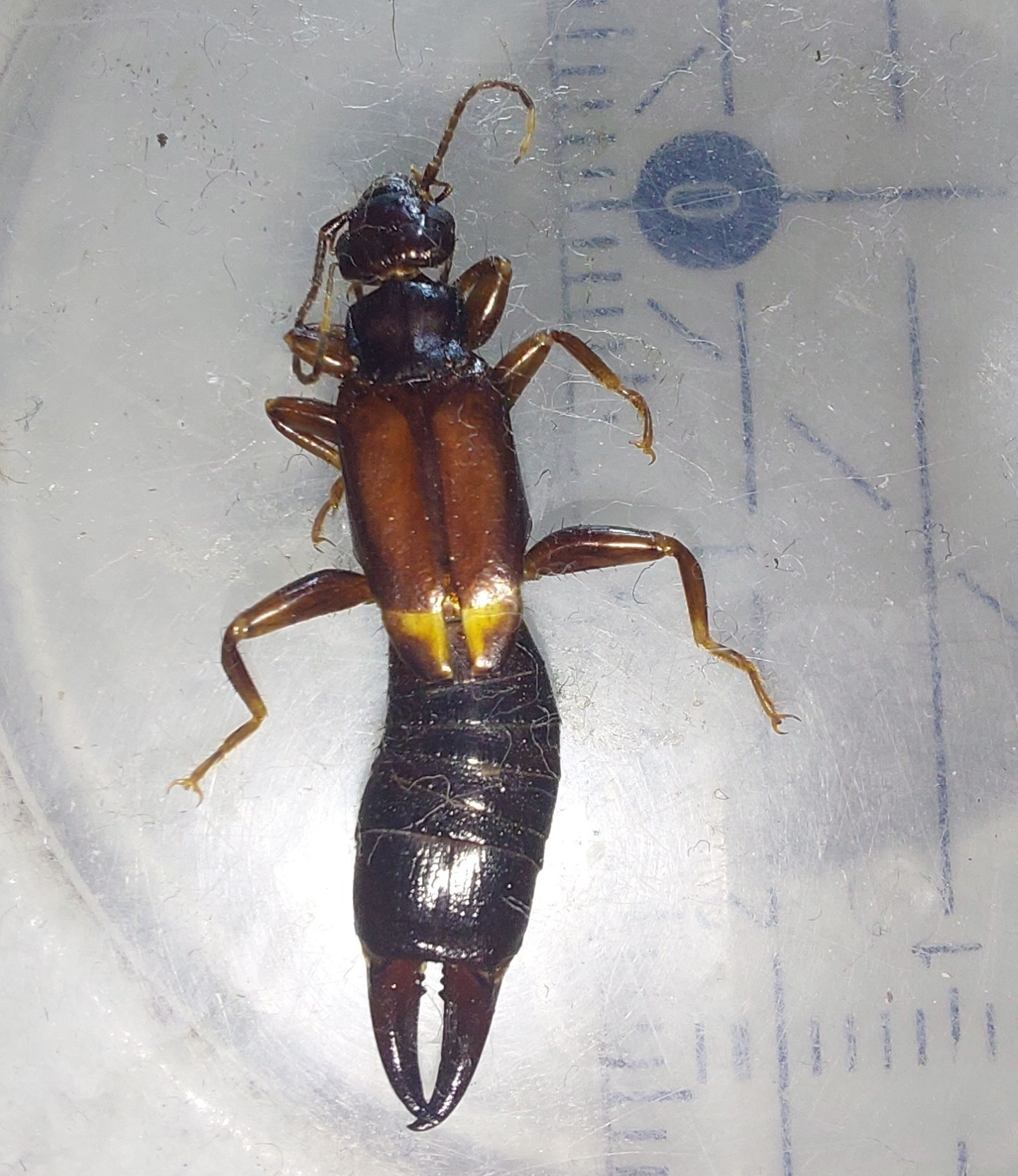
Allostethus indicum

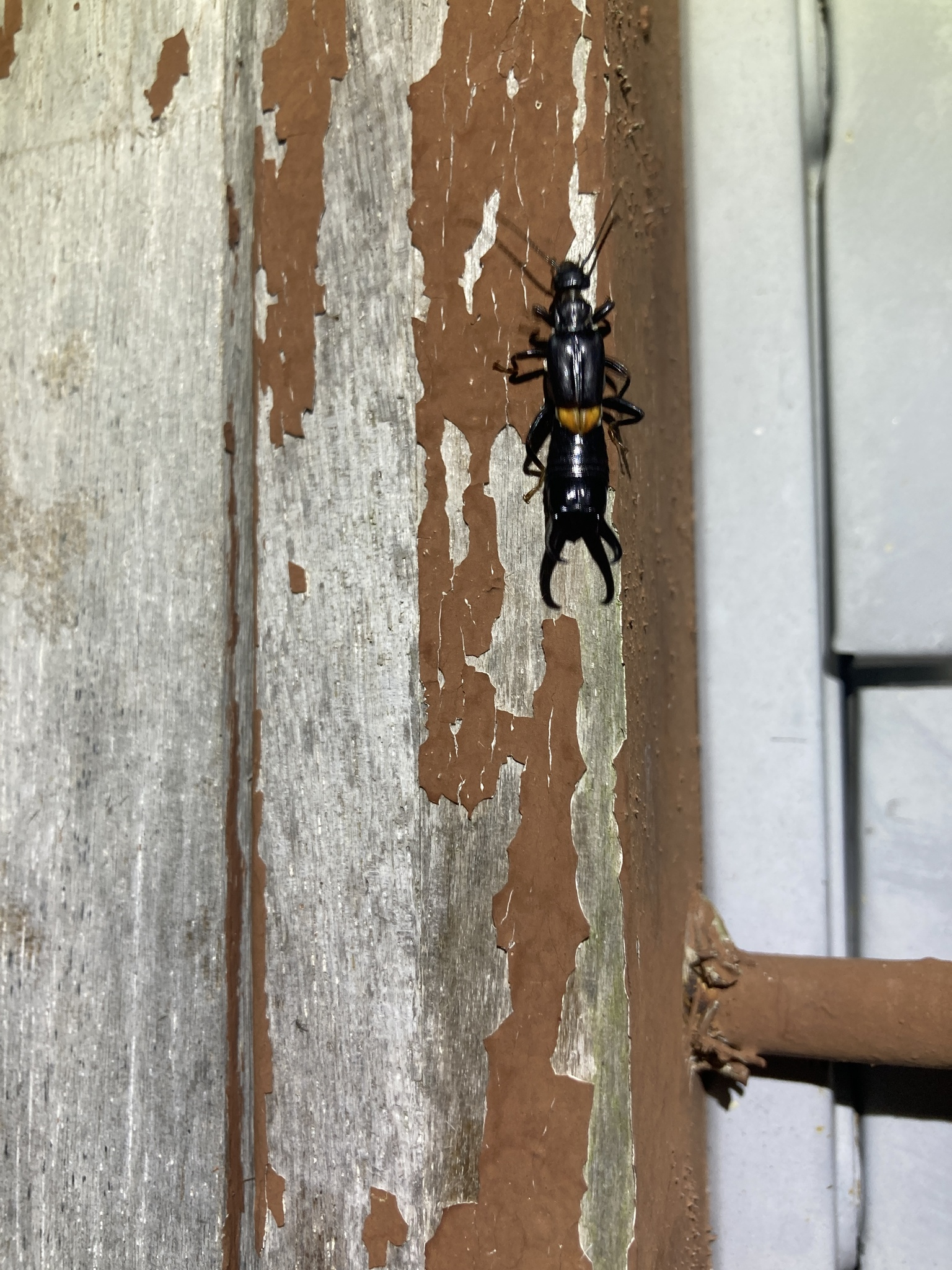
Allostethus setiger

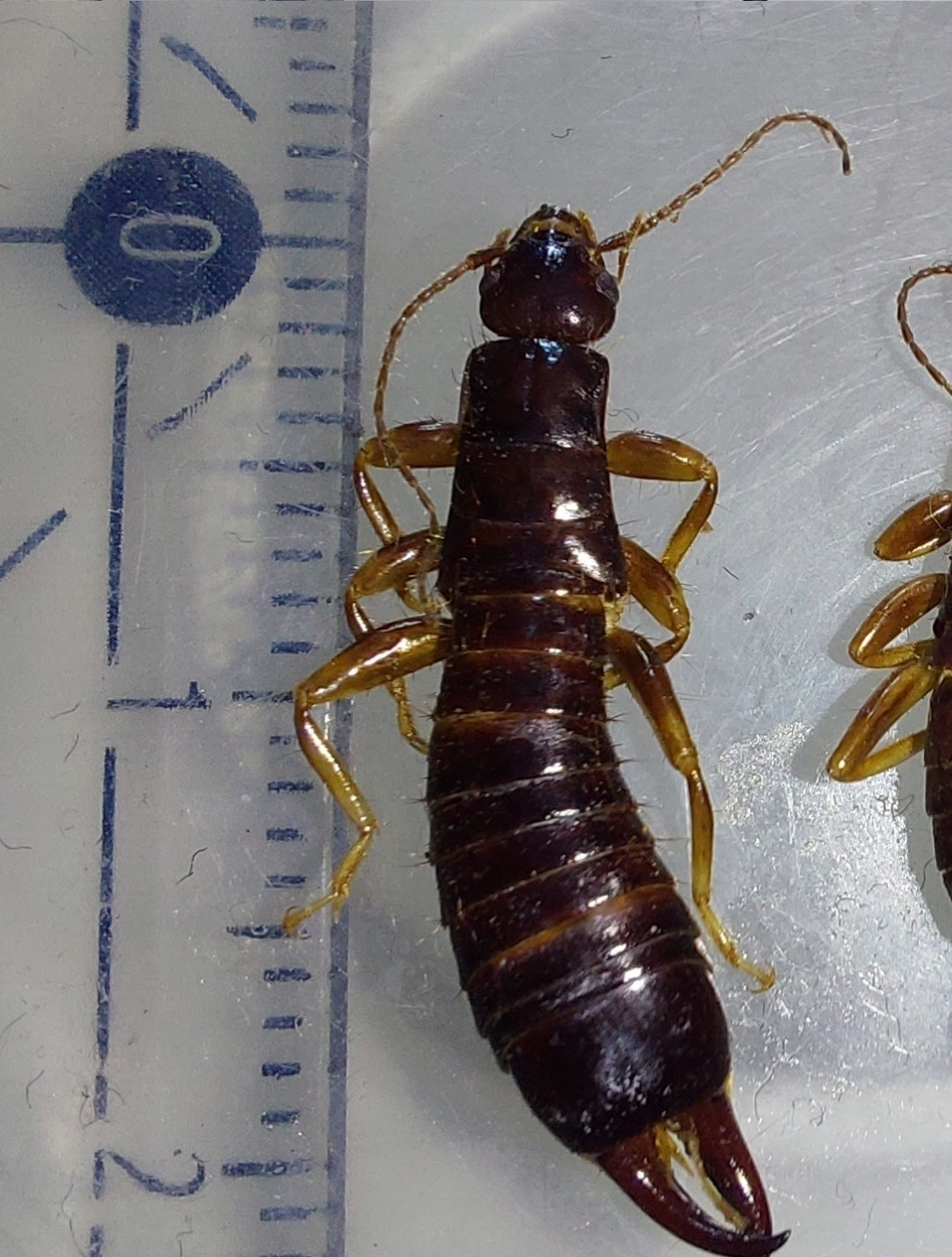
Gonolabidura piligera

Allostethinae ist eine Unterfamilie in der Familie Labiduridae, die zu den Ohrwürmern gehört. Die 28 Arten aus 4 Gattungen sind von Indien bis Australien verbreitet. Die systematische Stellung der Unterfamilie ist noch nicht abschließend geklärt.

## Merkmale

### Allgemeine Beschreibung
Es handelt sich um mittelgroße bis große und kräftig gebaute Arten, die Körperlängen zwischen 12 und 32 mm Länge erreichen. Sie sind meist dunkel rötlichbraun gefärbt und glänzend. Die Elytren sind häufig voll entwickelt, mit oder ohne helle Flecken, es gibt aber auch Arten mit reduzierten Elytren oder vollkommen ungeflügelte Arten. Bei den Gattungen Allostethus und Allostethella sind die Hinterflügel voll entwickelt. Die asymmetrischen Zangen der Gattung Allostethus sind in beiden Geschlechtern gleich geformt, die symmetrischen Zangen der Gattungen Allostethella und Gonolabidura zeigen einen Geschlechtsdimorphismus. Die Beine haben erweiterte Femora, während die Tibien und Tarsen schlank sind. Das Abdomen ist häufig dunkler als Elytren und Pronotum und stark gepunktet.

### Differentialcharakteristika
Das Mesosternum (Bauchplatte des mittleren Brustabschnitts) ist sehr schmal, sein anteriorer Teil ist normal geformt, dahinter verengt es sich Richtung Metasternum bis auf die halbe Breite. Die Zange ist kurz, nur etwa so lang wie das letzte Tergit oder leicht verlängert. Durch diese beiden Merkmale unterscheidet sich die Art nicht nur von den Unterfamilien Labidurinae und Nalinae, sondern das verengte Mesosternum ist generell sehr charakteristisch. Die zentrale Parameralplatte der männlichen Genitalien ist verlängert, mit einem mehr oder weniger tiefen Mittelschnitt. Die äußeren Parameren sind relativ breit oder schmaler. Der Basalvesikel der Genitalloben erscheint als allmählich breiter werdende Schwellung und ist nicht scharf umrandet. Das zweite Fußglied ist distal leicht verlängerz und erkennbar, es entspringt an der ventralen Oberfläche des Metatarsus, daher ist der Tarsus nicht scapiform. Bei der Familie Anisolabididae dagegen ist das zweite Tarsalglied normal geformt, es verlängert sich nicht unter das dritte Tarsalglied und ist geformt wie der Scapus der Antennen. Im Gegensatz zur Familie Apachyidae ist der Körper nicht dorsoventral abgeflacht, sondern zylindrisch.

### Genitalmorphologie
Die männlichen Genitalien weisen zwei Genitalloben und Virgae auf, die äußeren Parameren sind sklerotisiert, mit zugespitzten Spitzen. Einfacher ausgedrückt handelt es sich um zwei basal vereinte sklerotisierte Arme, die an der Spitze jeweils eine Paramere tragen, sowie unterhalb davon einen Genitallobus. Der des einen Arms ist distal ausgerichtet, der des anderen Arms basal. In jedem Lobus befindet sich eine Virga, eine röhrenförmige Struktur, die normalerweise teilweise erweitert ist. In Allostethus ist die Virga schmaler und hat einen dunkleren Streifen auf einer Seite, in manchen Allostethella ist die Virga verbreitert und besitzt auffällige Sklerite. In Gonolabidura ist die Virga breiter und gewundener. Genauere Details zu den Genitalien finden sich in Zacher (1911), Brindle (1965) und Steinmann (1989).

## Verbreitung
Die Unterfamilie ist von Indien im Westen bis nach Australien im Osten verbreitet, mit einem Schwerpunkt in Indonesien. Dabei leben mit 8 Arten die meisten Arten auf Sumatra, gefolgt von 5 Arten in Indien und 4 Arten auf Java und Sulawesi. Im Nordosten reicht das Verbreitungsgebiet bis auf die Philippinen und nach Vietnam. Aus Myanmar zwischen Thailand und Indien sind noch keine Arten bekannt.

## Äußere Systematik
Die Unterfamilie wurde 1904 von Karl Wilhelm Verhoeff als eigene Familie Allostethidae erstbeschrieben, von Burr 1909 als eine von vielen Unterfamilien der Labiduridae eingeordnet. Popham ordnete sie ebenfalls 1965 als eine von drei Unterfamilien der Labiduridae ein, zusammen mit den Labidurinae und Apachyinae (heute Apachyidae). Dieser Einordnung folgte Alan Brindle noch im gleichen Jahr. Historisch kam es zu vielen unterschiedlichen Einordnungen der einzelnen Arten, so wurden einige Arten früher in die nicht mehr gültige Gattung Psalis gestellt, zudem gab es die Unterfamilie Psalinae, zu der Gonolabis gezählt wurde. Zudem war Allostethus indicum eine Sammelart, in der mehrere eigenständige Arten vereint waren.
Nach neueren Erkenntnissen steht die Unterfamilie systematisch entweder zwischen den Pygidicranidae und Apachyidae, zwischen den Anisolabididae und Apachyidae oder zwischen den Karschiellidae und Apachyidae, aber keinesfalls nahe den Labiduridae, zu denen sie immer noch zählt.

## Innere Systematik
Zur Unterfamilie Allostethinae gehören 4 Gattungen mit 28 Arten. Die Typusgattung ist Allostethus mit der Typusart Allostethus indicum. Folgende Gattungen und Arten gehören zur Unterfamilie:
- Allostethella Zacher, 1910
  - Allostethella doriae (Dubrony, 1879) – Borneo
  - Allostethella guttata (de Bormans, 1900) – Sumatra, Borneo, Mentawai-Inseln
  - Allostethella insularis Anisyutkin, 1997 – Vietnam: Côn Đảo Island
  - Allostethella malayana Zacher, 1910 – Sumatra
  - Allostethella nitens Zacher, 1911 – Malaysia
  - Allostethella sumatrana Brindle, 1965 – Sumatra
- Allostethus Verhoeff, 1904
  - Allostethus admiralis Steinmann, 1985 – Sulawesi
  - Allostethus anamalyanus Ramamurthi, 1968 – Südindien: Anaimalai Hills
  - Allostethus burri Brindle, 1965 – Malaysia: Perak
  - Allostethus celebense Burr, 1911 – Sulawesi, (Philippinen?)
  - Allostethus gracilis Brindle, 1965 – Mindanao
  - Allostethus indicum (Burmeister, 1838) – Java, Borneo, Sumatra, Sulawesi, Malaysia, (Philippinen?)
  - Allostethus lombokianum Verhoeff, 1904 – Java, Lombok, Molukken
  - Allostethus minor (de Bormans, 1900) – Sumatra, Borneo, Java
  - Allostethus philippinense Borelli, 1926 – Mindanao
  - Allostethus punctatum Srivastava, 1976
  - Allostethus setiger Verhoeff, 1904 – Thailand, Malaysia, Sumatra, Borneo, Java
  - Allostethus vicinus Srivastava, 1978
- Gonolabidura Zacher, 1910
  - Gonolabidura astruci Burr, 1911 – Südindien: Tamil Nadu
  - Gonolabidura extima Anisyutkin, 1997 – Vietnam
  - Gonolabidura biswasi Srivastava, 1993 – Nordindien: Arunachal Pradesh
  - Gonolabidura javana Boeseman, 1954 – Java
  - Gonolabidura meteor Steinmann, 1985 – Australien: Queensland, New South Wales
  - Gonolabidura minor Burr, 1914 – Südindien: Anaimalai Hills
  - Gonolabidura nathani Brindle, 1965 – Südindien: Anaimalai Hills
  - Gonolabidura piligera (de Bormans, 1900) – Sumatra
- Protolabidura Steinmann, 1985
  - Protolabidura boschmai (Boeseman, 1954) – Sulawesi
  - Protolabidura globalis Steinmann, 1985